# Pitche
Pitche est le héros de fiction créé par Alek Stonkus (Aleksas Stonkus) dans les années 1930, et dont les aventures ou plus précisément les mésaventures, ont été quotidiennement publiées dans plusieurs journaux en BD sous forme de bandeaux.
Ne comportant que quelques images seulement, ces historiettes humoristiques font partager au lecteur un moment de gaité, de tendresse ou de commisération. La publication s'est achevée en 1950, peu de temps avant la disparition de son auteur.

## Publications
- La presse belge : La Libre Belgique, Le Bon Point, sous le nom de  Monsieur Pietje [1].
- Les quotidiens français: Les Dernières Nouvelles d'Alsace, L'Ouest-Éclair, Pierrot, ...
- Six recueils, en albums cartonnés, aux Éditions Hachette (ne sont plus disponibles à la revente qu'auprès de particuliers).

## Historique
La bande dessinée fait son entrée dans la presse quotidienne en France avec Pitche. Après une courte apparition dans la presse belge (1930), ce sont en effet les quotidiens régionaux Les Dernières Nouvelles d'Alsace (1931) puis L'Ouest-Éclair (1932) qui offrent au jeune dessinateur lituanien A. Stonkus, une petite place dans l'une de leurs pages intérieures.
Ce challenge, A. Stonkus va le relever et, au fil des vingt années de parution, va réussir à faire aimer son personnage par des milliers de lecteurs. Nombreux sont ceux qui vont découper dans leur journal favori ces bandeaux dessinés pour les conserver.
Cette formule sera reprise par d'autres quotidiens pour faire vivre d'autres héros: Nimbus (deux années plus tard), puis Oscar, Poustiquet, etc.
Le succès de cette bande dessinée se traduit par une réédition sous forme d'albums cartonnés. Après la deuxième guerre mondiale, ce succès s'élargit à un plus grand nombre de quotidiens régionaux.

## Personnage
Ce qui frappe au premier abord, c'est le sentiment de solitude. On ne peut pas ne pas y voir un lien avec l'histoire personnelle de son auteur, réfugié lituanien en France et sans doute en difficulté pour s'insérer à la communauté nationale.
Pitche est unique dans l'histoire de la bande dessinée, c'est un personnage qui a une âme: les passions, les colères, les envies incontrôlées, les petites lâchetés, les pires espiègleries et parfois des sentiments d'angoisse ou de tristesse infinie apparaissent tour à tour, au cours des mille péripéties que va vivre le héros.
A. Stonkus disait lui-même de son personnage:
« Je fais agir mon héros comme un authentique être humain, si par exemple j'ai besoin de mettre Pitche en lutte avec une feuille de papier collant et montrer ses efforts surhumains pour s'en dépêtrer, je fais d'abord une petite expérience sur moi-même afin de bien me rendre compte. En un mot, je vis avec le personnage que je dessine, je partage ses peines et ses douleurs et je l'aime comme un enfant ».
Pitche a l'apparence d'un tout petit bonhomme affublé d'un gros nez en forme de sabot, arborant une petite moustache noire carrée, et chauve de surcroît. Il porte un costume noir étriqué et un chapeau melon de même couleur.
En somme, une sorte de Charlot en miniature.
Souvent seul (on l'a dit précédemment), désargenté et rarement chanceux, Pitche n'est pas épargné par la vie, mais il nous montre aussi le côté dérisoire ou burlesque qui se cache dans chaque situation, chaque évènement, chaque histoire - en bref, que l'on peut être drôle même lorsque l'on a toutes les raisons d'être triste. Bien sûr, on rit beaucoup des déconvenues, logiques ou inattendues, de ce petit personnage, tandis qu'on ne peut qu'être touché par ses faiblesses. Tout cela rend le personnage de Pitche extrêmement attachant.

## Titres de la série
| nos | titre                    | année |
| --- | ------------------------ | ----- |
| 1   | Pitche                   | 1932  |
| 2   | Pitche trouve un ami     | 1933  |
| 3   | Pitche dans la nuit      | 1934  |
| 4   | Pitche n'a pas de chance | 1935  |
| 5   | Pitche se débrouille     | 1936  |
| 6   | Pitche ne s'en fait pas  | 1937  |